# Outta Control Remix
Outta Control Remix – czwarty i ostatni singiel z albumu 50 Centa, The Massacre.

## Teledysk
Koszulki noszone przez raperów w teledysku mają wyszyte słowa „GAME OVER”, symbolizujące wyrzucenie Game'a (w tym czasie znany jako The Game) z G-Unit. Wideo zostało nakręcone w klubie w którym 50 Cent i Mobb Deep czekają na telefon po którym mają się spotkać. W teledysku (jako statysta) występują M.O.P, Tony Yayo, Olivia, Lloyd Banks, Young Buck, The Alchemist, i Winky Wright.
Został zatwierdzony jako złoto przez RIAA.

## Notowania
| Notowanie (2005)                     | Kraj              | Pozycja |
| ------------------------------------ | ----------------- | ------- |
| U.S. Billboard Hot 100               | Stany Zjednoczone | 6       |
| U.S. Billboard Hot R&B/Hip-Hop Songs | Stany Zjednoczone | 11      |
| U.S. Billboard Hot Rap Tracks        | Stany Zjednoczone | 5       |
| U.S. Billboard Pop 100               | Stany Zjednoczone | 15      |
| UK Singles Chart                     | Wielka Brytania   | 7       |
| Canadian Singles Chart               | Kanada            | 6       |
| Irish Singles Chart                  | Irlandia          | 5       |